# NGC 5270
NGC 5270 (другие обозначения — UGC 8673, MCG 1-35-31, ZWG 45.75, PGC 48527) — спиральная галактика с перемычкой (SBb) в созвездии Дева.
Этот объект входит в число перечисленных в оригинальной редакции «Нового общего каталога».
В галактике вспыхнула сверхновая SN 2014bs типа Ia, её пиковая видимая звездная величина составила 18,9.